# گاستی وولف
گاستی وولف (انگلیسی: Gusti Wolf؛ ۱۱ آوریل ۱۹۱۲ – ۵ مهٔ ۲۰۰۷) یک هنرپیشه اهل اتریش بود.